# أين هم

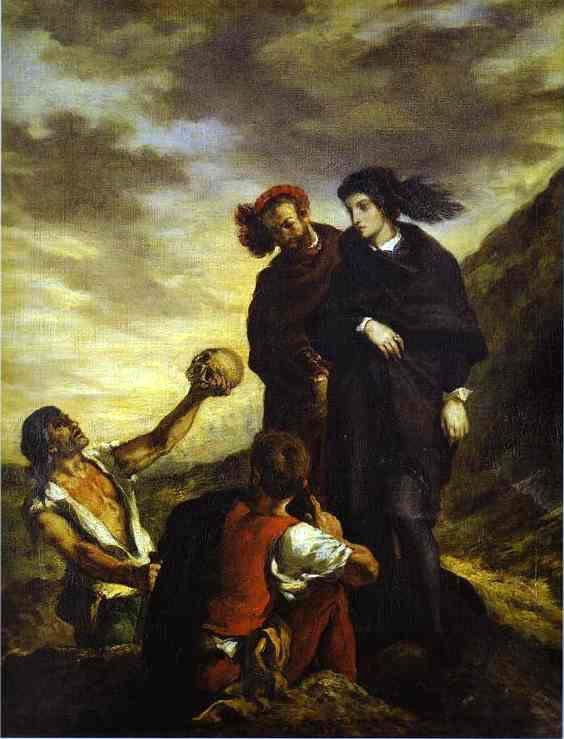

التَّشبيب (ذكر الشاعر أيام اللهو والشباب) «أين هم (ماكثين)؟» بالاتينية Ubi sunt ، وفي صيغته الكاملة Ubi sunt qui ante nos في mundo fuere؟ «أين هم (ماكثين) الذين كانوا قبلنا في العالم؟» هو استفهام استكاري متكررا بشكل نمطي في مواعظ وشعر العصور الوسطى، والذي يعمل على تذكير القارئ أو المستمع بأمثلة على القوة الخالية أو الجمال، بأن كل من عليها فان، وتذكيره بالآخرة كمصير للإنسان، ولكن في بعض الأحيان يرتبط أيضا بالحنين للماضي والشكوى التي تنتقد الوقت الحاضر.
يمثل التكرار النمطي، المنتشر كذلك بشكل مشابه على نطاق واسع في التقاليد الإسلامية، صيغة يهودية/مسيحية للفناء، في مسحية العصور الوسطى ويمكن العثور عليه بالفعل في سفر باروخ:
| نص الكتاب المقدس باللغة اللاتينية من الفولغاتا: | الترجمة |
| --- | --- |
| ubi sunt principes gentium et qui dominantur super bestias quae sunt super terram                                                                                               | أين أسياد الأمم الذين يسيطرون على حيوانات الأرض أنفسها؛                                                               |
| qui في avibus caeli inludunt | الذين يلعبون مع طيور السماء                                                                                           |
| qui argentum thesaurizant et aurum in quo confidebant homines et non est est finis adquisitionis eorum qui argentum fabricant et solliciti sunt nec est inventio operum illorum | الذين يكنزون الفضة والذهب. ما يثق فيه الناس؛ الذين صاغوا الفضة وطلبوا للمساعدة؛ ولكن أعمالهم لم يعثر عليها في أي مكان |
| exterminati sunt et ad inferos descenderunt et alii loco eorum exsurrexerunt | لقد هلكوا وهبطوا إلى العالم الآخر، واستبدوا بآخرين في مكانهم                                                          |

في العصور الوسطى، تم تطوير الفكرة الأولى إلى مقولة نمطية في مجال الوعظ ثم تم تبنيها في الشعر اللاتيني الوسيط واللغة العامية، وبقيت حية حتى في الفترة الحديثة المبكرة، خاصة في مراثي فانيتا Vanitas-Klagen من الشعر الباروكي. المثال الأكثر شهرة في القرون الوسطى هو Ballade des dames du temps jadis («أغنية من سيدات الزمن الماضي») من وصية الشاعر فرانسوا فيلون (1462)، والتي تشكل مع اثنتين من الأغاني المتطابقة ثالوثًا للرجال العظماء من الماضي (Test. 329-412) وتكرار اللازمة في نهاية كل مقطع. Mais ou sont les neiges d'antan («ولكن أين الثلج من العام الماضي؟») وقد شكل المثل المثل الذي لا يزال يستخدم حتى اليوم في ألمانيا (Schnee von gestern).
في الآونة الأخيرة، على سبيل المثال، استخدم بيت سيغر في أغنيته المناهضة للحرب (التي تم تأليفها في أواخر الخمسينيات من القرن الماضي) أخبرني أين هي الزهور (Where Have All the Flowers Gone) مثل هذه الفكرة التي استعارت بدورها من رواية ميخائيل شولوخوف «الدون الهادئ» ، حيث ترد على شكل اقتباسها من أغنية شعبية أوكرانية.

## أدبيات
- كارل هاينريش بيكر: Ubi sunt qui ante nos in mundo fuere . في: مقالات عن التاريخ الثقافي واللغوي، في المقام الأول من الشرق: إرنست كون في عيد ميلاده 70 في 7 فبراير 1916 مكرسة من قبل الأصدقاء والطلاب ، ماركوس، بريسلاو، 1916، ص. 87-105.
- James E. Cross: مقاطع "Ubi Sunt" في اللغة الإنجليزية القديمة - المصادر والعلاقات . In: Vetenskaps-Societeten i Lund Årsbok ، 1956، pp. 23-44.
- ماري إلين بيكر: Ubi sunt: الشكل والموضوع والتقاليد . أطروحة، تيمبي (أريزونا)، جامعة ولاية أريزونا، 1981، جامعة ميكروفيلمز الدولية، آن أربور (ميشيغان)، 1984.
- Ubi-sunt-Topik im „Ritterspiegel“ des Johannes Roth. Zwischen lateinischen Quellen und literarischer Gestaltung (PDF). Berlin/New York: Walter de Gruyter. 2009. ص. 427–438. ISBN:978-3-11-021898-5. مؤرشف من الأصل (PDF) في 2021-12-17.